# Tritt Electric Company
Tritt Electric Company war ein US-amerikanisches Unternehmen im Bereich der Elektrotechnik. Es gibt auch die Schreibweise Tritt Electrical Company.

## Unternehmensgeschichte
Daniel M. Calvert, Charles H. Kreighbaum, Edgar R. Miller, Walter B. Pershing und Burleigh E. Tritt gründeten das Unternehmen im Januar 1905. Eine weitere Quelle bestätigt den Januar 1905. Der Sitz war in South Bend in Indiana. Im gleichen Jahr stellten sie einige Automobile her. Der Markenname lautete Tritt, evtl. mit dem Zusatz Electric.
Es ist nicht bekannt, wann das Unternehmen aufgelöst wurde. Es gab 1914 ein gleichnamiges Unternehmen aus Union City in Indiana. Allerdings ist unklar, ob es sich dabei um das gleiche Unternehmen handelt.

## Fahrzeuge
Im Angebot standen ausschließlich Elektroautos.